# 動畫服飾設計
一套動畫的服飾設計的工作主要是為動畫角色設計衣服和飾物。負責此職位的工作人員稱為服飾設計師。多數動畫的服飾設計會兼職人物設計師。
服飾設計師負責繪畫的衣飾包括：內衣、外衣、泳裝、晚裝、其他特定服飾、頭飾、鞋子、襪子以及身上飾物包括手錶、戒指、項鍊等。原則上，服飾設計師會為每一個動畫角色的衣服和手袋的各種服裝繪畫其正面及背面的草稿一張，而角色身上的飾物就只會繪畫一張草圖。
不論是漫畫或劇集改編，或是原創動畫，服飾設計師佔有重要的工作，而原創動畫較改編動畫的發展空間為多。事實上，日本有時裝設計師亦是從服飾設計師出身。服飾設計佔整套動畫的創作約兩週至三週的時間。

## 相關連結
- 動畫
- 日本動畫
- 動畫製作